# Colasidia avicapitis
Colasidia avicapitis is een keversoort uit de familie van de loopkevers (Carabidae). De wetenschappelijke naam van de soort werd voor het eerst geldig gepubliceerd in 2011 door Martin Baehr.